# لوسکومب ۸
لوسکومب ۸ (به انگلیسی: Luscombe_8) یک هواگرد ملخ‌پیشین تک‌موتوره از نوع civilian ساخت شرکت Luscombe Aircraft است. هواگرد لوسکومب ۸ نخستین پروازش را در ۱۷ دسامبر ۱۹۳۷ میلادی انجام داد. در مجموع، تعداد ۵۸۶۷ فروند از این هواگرد ساخته شده‌است.
طراح این هواگرد، Donald A. Luscombe بود.